# Human Arts Ensemble
Das Human Arts Ensemble war ein Musikerkollektiv des Creative Jazz, das Anfang der 1970er-Jahre in St. Louis bestand und in seine Jazzimprovisationen Elemente von Rock, Rhythm and Blues und Funk einband.

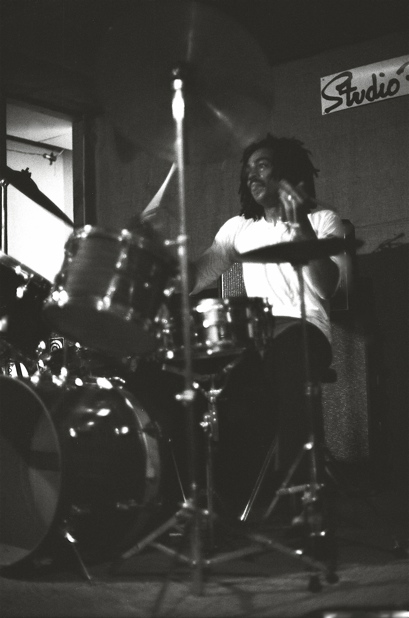
Charles Bobo Shaw bei einem Auftritt des Human Arts Ensemble (1976 im New Yorker Studio Rivbea)

## Bandgeschichte
Die Formation Human Arts Ensemble wurde (zusammen mit deren Dachorganisation Human Arts Association) von dem Lyriker Ajulé Rutlin sowie den Musikern Carol Marshall, James Mashall und Charles Bobo Shaw kurz nach dem Entstehen der Black Artists Group (BAG) gegründet; hinzu kam bald der Saxophonist Luther Thomas. Im Unterschied zur BAG, die nur afroamerikanische Musiker als Mitglieder aufnahm und sich als Teil der Black-Power-Bewegung verstand, bot das Human Arts Ensemble die Möglichkeit, auch weiße Musiker (wie Carol und James Marshall) aufzunehmen. Die Organisation hatte stets einen „antikommerziellen Ethos“; das Ensemble widmete sich „dem freien und bedeutsamen Ausdruck humaner Werte“.
Das Human Arts Ensemble agierte eher diffus und mehr ad hoc als die 1968 gegründete Organisation Black Artists Group;  mit dem Ensemble traten u. a. Joseph Bowie, Oliver Lake, Floyd LeFlore, Baikida Carroll und J. D. Parran auf, ferner der jugendliche Marty Ehrlich. Die Mitglieder der Organisation sponserten Veranstaltungen wie Jamsessions bis zu mehr ausgearbeiteten Projekten wie einem Jazz & Lyrik-Zyklus zu den Entstehungsmythen der Hopi-Indianer. 1972 legte das Human Arts Ensemble das Debütalbum Poem of Gratitude vor, gefolgt von Whisper of Dharma. Hierzu hatten die Marshalls von einer Reise tibetanische und indische Instrumente mitgebracht. 1973 erschien das Album Under the Sun (mit Oliver Lake und Lester Bowie als Gastmusikern) auf dem Ensemble-eigenen Label Committee for Universal Justice; 1975 wurde es von Arista/Freedom wiederveröffentlicht. Auf zwei langen Titeln spielte das Ensemble eine Mischung aus Jazz, Funk, Blues, freier Musik und Ethno-Klängen.
1974 zog Shaw nach New York, tourte und nahm unter der Bandbezeichnung Human Arts Ensemble auf; 1978 beendete das Ensemble endgültig seine Aktivität. Gruppen wie Defunkt oder die Band Dizzaz von Luther Thomas traten in den 1980er Jahren ihr Erbe an.

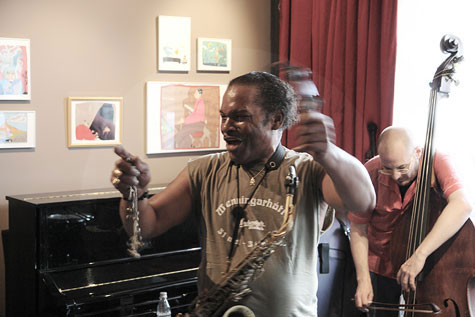
Luther Thomas

## Diskografie
- Poem of Gratitude (Universal Justice Records, 1972, mit Ajulé, Luther Thomas, James und Carol Marshall)
- Whisper of Dharma (Universal Justice Records, 1972, mit Floyd LeFlore, Joseph Bowie, J.D. Parran, James Marshall, Oliver Lake, Gene Lake, Charles Bobo Shaw, Bakida Yasseen)
- Luther Thomas & Human Arts Ensemble: Banana - The Lost Session, St. Louis, 1973 (Atavistic, 1973, ed. 2001, mit Abdullah Yakub, James Marshall, Charles Bobo Shaw, Carol Marshall)
- Luther Thomas Human Arts Ensemble Directs the Saint Louis Missouri Creative Ensemble: Funky Donkey (Circle bzw. Creative Consciousness Records rec. 1973, ed. 1977, mit Floyd LeFlore, Harold Pudgey Atterbury, Lester Bowie, Joseph Bowie, J. D. Parran, Marvin Horne, Eric Foreman, Charles Bobo Shaw, Abdullah Yakub, Rocky Washington)[7]
- Under the Sun (Universal Justice, 1973, mit Lester Bowie, Victor Reef, J.D. Parran, Marty Ehrlich, Oliver Lake, James Marshall, Kwame Graham, Butch Smith, Charles Bobo Shaw, Vincent Terrell, Abdulla Yakub, Alan Suits, Carol Marshall)
- Charles Bobo Shaw & The Human Arts Ensemble: Streets of St. Louis (Moers Music, rec. 1974, ed. 1978, mit Lester Bowie, Joseph Bowie, Julius Hemphill,  Hamiet Bluiett, Abdul Wadud, Dominique Gaumont)
- Charles Bobo Shaw & The Human Arts Ensemble: Çonceré Ntasiah (Universal Justice, 1978, mit Joseph Bowie, Julius Hemphill, Abdul Wadud, François Nyomo Mantuila, Alex Blake)
- Charles Bobo Shaw / Human Arts Ensemble Featuring Joseph Bowie: Junk Trap (Black Saint, 1978, mit Joseph Bowie, Luther Thomas, James Emery, John Lindberg)
- The Human Arts Ensemble Live Vol. I (Circle Records, 1978, selbe Besetzung)
- The Human Arts Ensemble Live Vol. I (Circle Records, 1978, selbe Besetzung)
- The James Marshall Human Arts Ensemble Autonomous Oblast (Freedonia Music, rec. 1975/76, ed. 2008, mit Thurman Thomas, Maurice Malik King, Luther Thomas, Greg Mills, Rick Saffron, Carl Arzinia Richards, Jim Miller, Jay Zelenka, Carol Marshall)[8]